# Cole Doman
Cole Doman (* 13. März 1993 in Philadelphia) ist ein US-amerikanischer Film- und Bühnenschauspieler.

## Leben
Der 1993 in Philadelphia geborene Cole Doman erwarb nach seinem Umzug nach Chicago im Jahr 2011 einen Bachelor of Fine Arts am College of Performing Arts der Roosevelt University. Hiernach wurde er an der School at Steppenwolf aufgenommen, wo Amy Morton, Tarell Alvin McCraney und Michael Patrick Thornton zu seinen Lehrern gehörten. Während seiner Zeit in Chicago arbeitete er am Chicago Shakespeare Theater. Er wurde 2014 vom Chicago Tribune als eines der „Hot New Faces of Chicago Theater“ bestimmt.
Nach einer kleinen Nebenrolle in einer Folge von Shameless erhielt Doman in Einen Freund zum Geburtstag von Stephen Cone seine erste Filmrolle. Er spielte in der Hauptrolle einen jungen Mann am Tag seines Geburtstags und einer damit veranstalteten Poolparty ihm zu Ehren. Von The Film Stage wurde er hierfür 2016 zu einem der besten Nachwuchsdarsteller gewählt.
Ab 2018 ging er als Ensemblemitglied des Musicals Wicked mit Joe Mantello auf US-Tournee und spielte darin Galindas Verehrer Moq. In dem Filmdrama Uncle Frank von Alan Ball, das im November 2020 in das Programm von Amazon Prime Video aufgenommen wurde, verkörpert er die Titelfigur als jungen Mann. Eine Hauptrolle erhielt Doman in dem Filmdrama Mutt von Vuk Lungulov-Klotz, das im Januar 2023 beim Sundance Film Festival seine Premiere feierte. Eine weitere Hauptrolle folgte in dem Mystery-Horrorfilm Haze von Matthew Fifer aus dem darauffolgenden Jahr. 
Er lebt abwechselnd in Brooklyn und in Los Angeles.

## Bühnenarbeiten
- ab 2018: Wicked – Die Hexen von Oz (in der Rolle von Moq)

## Filmografie (Auswahl)
- 2015: Shameless (Fernsehserie, eine Folge)
- 2015: Einen Freund zum Geburtstag (Henry Gamble's Birthday Party)
- 2016: Modern Family (Fernsehserie, eine Folge)
- 2018: Sharp Objects (Fernsehserie, eine Folge)
- 2020: Uncle Frank
- 2021–2022: Gossip Girl (Fernsehserie, 4 Folgen)
- 2023: Mutt
- 2024: Haze
- 2025: The Mastermind